# Plejáda

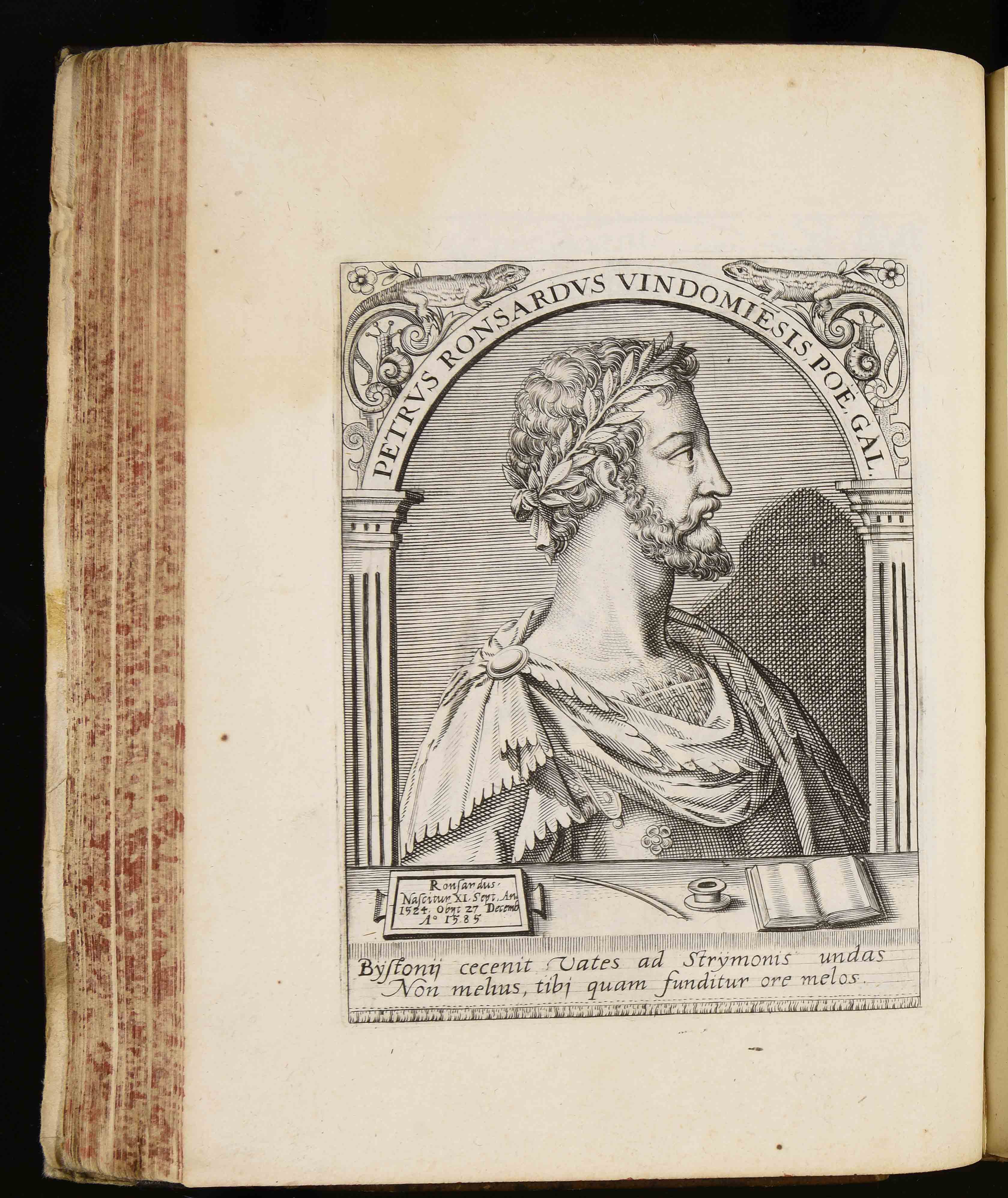
Pierre de Ronsard

Plejáda, francouzsky La Pléiade, byla skupina francouzských básníků 16. století, představitelů renesanční literatury. Její ústřední postavou byl básník Pierre de Ronsard, který název skupiny také v roce 1553 vymyslel a pravidelně vydával seznamy autorů, které považoval za její členy. Patřili k nim Joachim du Bellay, Jean-Antoin de Baïf, Étienne Jodelle, Rémy Belleau, Jean Dorat, Jacques Peletier du Mans a Pontus de Tyard. Někdy se k Plejádě počítají i volně napojení autoři jako Guillaume Des Autels, Jean Bastier de La Péruse a Nicolas Denisot. Prostřednictvím svých literárních děl a teoretických textů chtěli členové Plejády zdokonalit francouzský jazyk a podílet se na jeho emancipaci od latiny, jež byla stále ještě vládnoucím literárním jazykem. Vzorem (i konkurentem) bylo podobné hnutí v Itálii, kde se literární hegemonie italštiny začala prosazovat již dříve. Především úspěchy Danta, Petrarcy a Boccaccia byly přiznanou inspirací Plejáďanů. Za tím cílem francouzštinu obohacovali o neologismy nebo výpůjčky z řečtiny, latiny či italštiny. Položili tak základy moderní francouzštiny a nastoupili cestu k její standardizaci. Politickým cílem skupiny bylo podílet se na sjednocení Francie prostřednictvím francouzského jazyka, šíření humanismu a antického ducha. Tento program dal skupině především milovník starého Řecka Dorat. La Défense et illustration de la langue française, kniha vydaná v dubnu 1549 Joachimem du Bellay, je často považována za manifest myšlenek Plejády. Záštitu nad skupinou měla princezna Markéta Francouzská, sestra krále Jindřicha II. Jméno "Pléiade" si Ronsard vypůjčil od skupiny sedmi básníků z Alexandrie, kteří jméno hvězdokupy užívali ve 3. století př. n. l. Původní název skupiny byl Brigáda. Členové Plejády se setkávali v kabaretu Pomme de Pin, který se nacházel na Rue de la Juiverie v Paříži, naproti kostelu Madeleine-en-la-Cité (byl zbořen za Francouzské revoluce). Hlavními žánry Plejády byly alexandrin, óda a sonet. Její autoři se zabývali čtyřmi hlavními tématy: láskou k ženě, smrtí, plynutím času a přírodou. Vyzkoušeli si také divadlo, komedii i tragédii. Pojem Plejáda je v literární teorii velmi užívaný od 19. století, byť existují literární teoretici, kteří jeho užívání odmítají a považují ho za nelegitimní, neboť ho v 16. století užíval výhradně jen Ronsard a je spornou otázkou, zda se členy nějaké skupiny cítili být i ostatní, které on do ní řadil. Mnozí upozorňují i na sporný psychický stav Ronsarda a na to, že jeho svědectví nelze kvůli jeho vratké psychice brát vždy vážně.